# Санта-Марта-де-Пенагіан
Са́нта-Ма́рта-де-Пенагіа́н (порт. Santa Marta de Penaguião; МФА: [ˈsɐ̃.tɐ ˈmaɾ.tɐ dɨ pɨ.nɐ.gi.ˈɐ̃w], Са́нта-Ма́рта-ди-Пинагіа́н) — муніципалітет і містечко в Португалії, в окрузі Віла-Реал. Розташований у північній частині країни, на теренах історичної португальської провінції Трансмонтана. Належить до Віла-Реальської діоцезії Католицької церкви в Португалії. Права міського самоврядування має з 1202 року. Поділяється на 7 парафій. За адміністративним поділом, чинним до 1976 року, був складовою провінції Трансмонтана і Верхнє Дору. Площа муніципалітету — 69,28 км², населення муніципалітету — 7356 ос. (2011); густота населення — 106,18 осіб/км²
. Патрон — свята Марта. Святковий день муніципалітету — 29 липня. Поштовий індекс — 5030.  Код місцевої адміністративної одиниці — 1711. Складова статистичного регіону Північ.

## Назва
- Санта-Марта-де-Пенагіан (порт. Santa Marta de Penaguião, стара орфографія: порт. Santa Martha de Penaguião) — сучасна португальська назва.

## Географія
Санта-Марта-де-Пенагіан розташована на півночі Португалії, на південному сході округу Віла-Реал.
Санта-Марта-де-Пенагіан межує на півночі та сході — з муніципалітетом Віла-Реал, на півдні — з муніципалітетом Пезу-да-Регуа, на заході — з муніципалітетом Амаранте.

## Історія
1202 року португальський король Саншу I надав Санта-Марті форал, яким визнав за поселенням статус містечка та муніципальні самоврядні права.

## Населення
| Кількість мешканців | Кількість мешканців | Кількість мешканців | Кількість мешканців | Кількість мешканців | Кількість мешканців | Кількість мешканців | Кількість мешканців | Кількість мешканців | Кількість мешканців | Кількість мешканців | Кількість мешканців | Кількість мешканців | Кількість мешканців | Кількість мешканців |
| ------------------- | ------------------- | ------------------- | ------------------- | ------------------- | ------------------- | ------------------- | ------------------- | ------------------- | ------------------- | ------------------- | ------------------- | ------------------- | ------------------- | ------------------- |
| 1864                | 1878                | 1890                | 1900                | 1911                | 1920                | 1930                | 1940                | 1950                | 1960                | 1970                | 1981                | 1991                | 2001                | 2011                |
| 10 329              | 10 797              | 11 298              | 11 422              | 11 270              | 10 594              | 12 532              | 14 597              | 14 066              | 13 282              | 12 060              | 11 194              | 9 703               | 8 569               | 7 356               |